# Alraune und der Golem
Alraune und der Golem ist der Titel eines deutschen Stummfilmdramas, das der schwedische Regisseur Nils Chrisander 1919 nach einem Drehbuch des Münchener Schriftstellers Richard Kühle für die Deutsche Bioscop GmbH Berlin inszenierte. Es ist den Genres Phantastischer Film und Horrorfilm zuzuordnen, denn Kühle versuchte, zwei damals aktuelle Motive um den „Künstlichen Menschen“, das der durch artifizielle Insemination entstandenen Alraune und das des aus Lehm geformten Golem, zu verbinden. Die literarischen Vorlagen zu dem Roman, den er 1920 nach seinem Drehbuch publizierte, lieferten ihm Achim von Arnim mit seiner Erzählung „Isabella von Aegypten“ von 1812 und mittelbar Hanns Heinz Ewers mit seinem Roman „Alraune“ von 1911.

## Handlung
„Isabella ist die Tochter des Zigeunerbarons Michael, der unschuldig gehenkt wurde, nachdem er zwei Landsleuten geholfen hatte. Sie wird von der alten Zigeunerin Braka aufgezogen. Von Geblüt dem Zigeuneradel angehörig, verfügt sie jedoch nicht über große Reichtümer. Braka erzählt ihr die Legende von der Mandragora, der Alraune. In dieser Fassung der Legende besitzt die Mandragora, eine Kreatur aus den Wurzeln, die aus den Tränen eines Gehenkten gewachsen sind, die Kraft, verborgene Schätze ausfindig zu machen. Isabella beschließt, die Hinrichtung ihres Vaters zu benutzen, um diese Kreatur zum Leben zu erwecken. Der Gnom erhält den Namen Cornelius und Isabella beginnt, eine seltsame Neigung zu ihm zu entwickeln.“
Der Verfasser des Artikels „Des Golems Auferstehung“ in Der schwarze Bär (1919), Nr. 3 verrät über den Inhalt:
„Wir hatten Gelegenheit, in das grundlegende Manuskript Einsicht zu nehmen, das nach einem Roman Achim von Arnims gearbeitet ist. Es knüpft an an jene alte Geschichte, die uns erzählt, dass man in einer Mondnacht unter dem Galgen von drei Gehängten mit Hilfe eines schwarzen Hundes das Alraun-Männchen zum Leben erwecken könne. Dieser Alraunzwerg hätte die Macht, verborgene Schätze zu heben. Auf der Suche nach Reichtümern stört er den Golem in seiner Grabesruhe und zieht mit ihm auf Abenteuer aus. Eine interessante pikante Liebesgeschichte bildet den Grundriss der Handlung, die vor allen Dingen von starker dramatischer Wirkung ist.“

## Hintergrund
Der Film entstand im Bioscop-Atelier Neubabelsberg, Potsdam und wurde als „Riesenbioskopfilm“ beworben. Der Aachener Graphiker und Plakatkünstler Jupp Wiertz schuf zum Film die Kinoplakatentwürfe sowie eine Reihe von Künstlerpostkarten, die im Verlag der Deutschen Bioscop Neubabelsberg erschienen.
Für die Photographie zeichnete Guido Seeber verantwortlich, dessen Mitwirkung („Aufnahmen: Guido Seeber“), wie auch der Umstand, dass der Film „ausserhalb jeder Serie“ erscheine, auf den Plakaten eigens hervorgehoben wurden. Zu Seeber und über die szenische Ausstattung verlautete Der schwarze Bär 1919:
„… interessante Trick-Aufnahmen und Beleuchtungs-Effekte, für deren Güte der Name Seeber wohl genügend Garantie bietet. Jede Szene wird nach besonderen Originalentwürfen hergestellt, für die ein namhafter Innen-Architekt gewonnen ist.“
Seeber hatte bereits bei den Filmen „Der Student von Prag“ und „Der Golem“, die ebenfalls dem phantastischen Genre zuzurechnen sind, hinter der Kamera gestanden und mit seiner Kunst zu deren Erfolg beigetragen.
Von den Mitwirkenden ist nur wenig bekannt. GECD #17352 nennt die beiden Schauspielerinnen Uschi Elleot und Ilse Wilke. Als Golem könnte Paul Wegener aufgetreten sein, den man mit dieser Rolle seit seinen beiden Golem-Filmen von 1913 und 1917 verband; ein Jahr später war er darin erneut in dem Film “Der Golem, wie er in die Welt kam” zu sehen.

## Rezeption
Eine Vorankündigung war Anfang 1919 unter dem Titel „Des Golems Auferstehung“ in der Nr. 3 der Fachzeitschrift Der schwarze Bär, Neues aus der Welt des Films in Berlin abgedruckt worden.
Laut GECD #17352 wurde der Film erwähnt in:
- Das lebende Bild (lb) No. 30, 1919
- Filmwelt No. 29/39, 1919
- Erste Internationale Kinematographenzeitschrift No. 40, 1919
- Literatur, Kunst und Kino No. 5, 1919

Der Film gilt als eines der großen Rätsel der Filmgeschichte, denn zu „Alraune und der Golem“ sind lediglich Plakate und Postkarten, aber keine Standbilder überliefert.
Laut dem Aufsatz Frankenstein Themes in Silent Films
wurde der Film nur angekündigt, aber nie realisiert: „Completing the silent Alraune saga, one of the most tantalizing of all unmade films must be Alraune und der Golem, announced in 1919. It might have been the first “monster rally”. A series of beautiful posters were produced, but the project never made it to the screen.“
Die Friedrich-Wilhelm-Murnau-Stiftung registriert „Alraune und der Golem“ als Kurzfilm.